# Frimangron

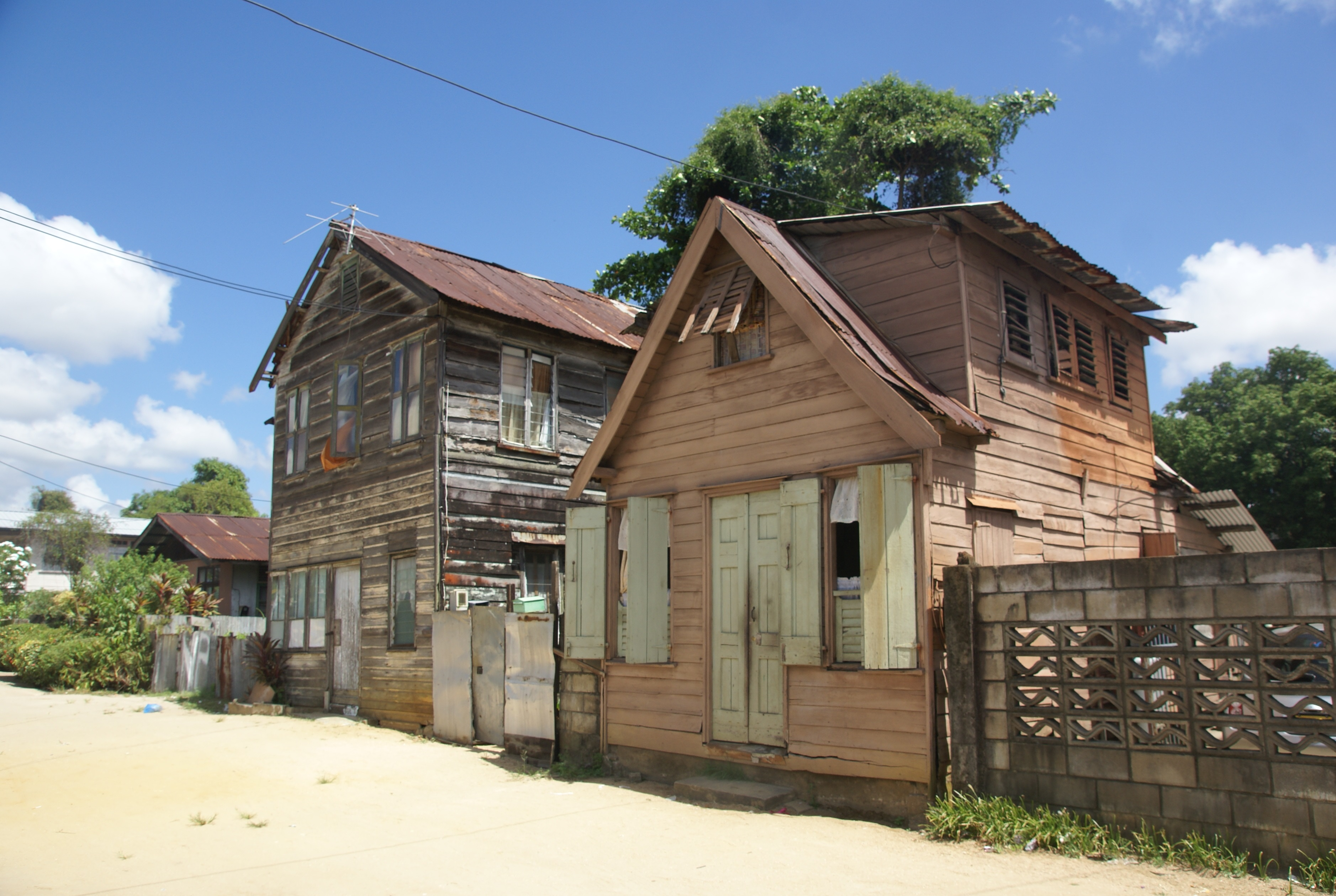
Huizen aan de Gemenelandsweg.

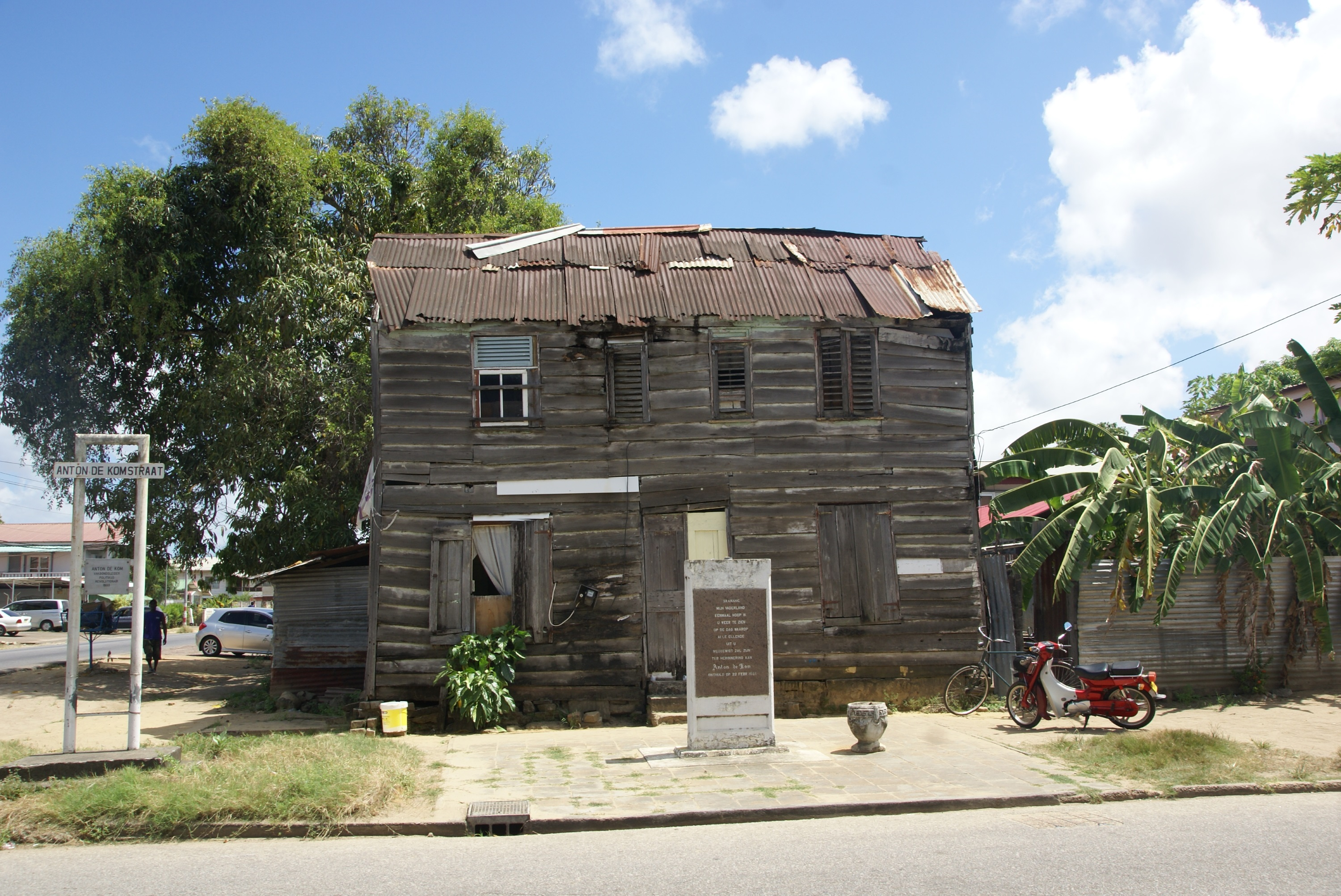
Geboortehuis van Anton de Kom in de Anton de Komstraat, met ervoor een gedenksteen ter ere van hem

Frimangron is een wijk in Paramaribo, Suriname en wordt beschouwd als een van de eerste volkswijken van Paramaribo. De wijk is opgezet in de 18e eeuw.
Frimangron wordt begrensd door de Drambrandersgracht, de Zwartenhovenbrugstraat, de Limesgracht en de Johan Adolf Pengelstraat.

## Etymologie
Frimangron betekent vrij vertaald land van de vrije mensen en verwijst naar de vrijgelaten slaven die in dit gebied gingen wonen.

## Geschiedenis
In de 18e eeuw lag er een drassig weiland tussen de Drambrandersgracht en de eerste plantages buiten de stad. Net als de velden aan de westzijde van de stad werd het gebied in de volksmond Koeiknie genoemd, omdat koeien er tot hun knieën in de drassige grond wegzakten. Officieel heette het gebied de Gemeene Weyde (de algemene weide). Deze Gemeene Weyde werd in 1769 door gouverneur Jean Nepveu aangewezen als nieuwe wijk,. In 1772 werd het korps Redi Musu opgericht. Leden van dit korps waren door de overheid gekochte slaven die moesten helpen de Marrons te vangen. Zij kregen na vijf jaar dienst hun vrijheid en een stuk grond in de nieuwe wijk. Na de afschaffing van de slavernij in 1863 vestigden zich vervolgens ook vele voormalige slaven in deze wijk.

## Bekende inwoners
Bekende inwoners van deze wijk zijn onder meer Anton de Kom, dichteres Johanna Schouten-Elsenhout, Johan Adolf Pengel en Fred Derby.